# Regina Elkan
Regina Elkan, także Regina Elkanowa z domu Michalak (ur. 12 grudnia 1919 w Czeladzi lub Sosnowcu, zm. 17 kwietnia 1974 w Łodzi) – działaczka kulturalna i teatralna, dyrektor Teatru Arlekin w Łodzi (1964–1974) i dyrektor Łódzkiego Domu Kultury (1961–1963).

## Życiorys
Zdała maturę w Sosnowcu (1937), następnie studiowała filologię klasyczną na Uniwersytecie Warszawskim (1937–1939). Podczas II wojny światowej prowadziła tajne nauczanie i pracowała jako tłumaczka w Sosnowcu i Będzinie. W latach 1945–1946 nauczała łaciny, następnie w latach 1946–1947 była urzędniczką w Katowicach. W 1947 zamieszkała na stałe w Łodzi, gdzie w 1949 ukończyła dwuletnie Studium dla Reżyserów Teatrów Niezawodowych przy Państwowej Wyższej Szkole Teatralnej w Łodzi.
Na przełomie 1949 i 1950 roku była organizatorką widowni w Teatrze Powszechnym w Łodzi, następnie kierownikiem personalnym Teatru Nowego oraz na początku 1951 asystentką reżysera. W latach 1951–1959 była nauczycielką w Państwowej Szkole dla Instruktorów Teatru Ochotniczego (późn. Liceum Kulturalno-Oświatowe). Jednocześnie wykładała na Wydziale Reżyserii Teatrów Niezawodowych Państwowej Wyższej Szkole Aktorskiej. w latach 1958–1963 pracowała w Łódzkim Domu Kultury, będąc w latach 1961–1963 jego dyrektorką. W 1964 była organizatorką i kierowniczką Wszechnicy Filmowej Wydziału Kultury Rady Narodowej w Łodzi. Od 15 października 1964 do 31 stycznia 1974 była dyrektorką Teatru Arlekin w Łodzi. Następnie pracowała jako starsza wizytatorka Kuratorium Okręgu Szkolnego w Łodzi.
Od 1949 była zaangażowana w działalność amatorskiego ruchu artystycznego – prowadziła robotniczy zespół teatralny przy Zakładowym Domu Kultury im. Waryńskiego w Łodzi (1951–1958). Posiadała (od 1952) uprawnienia instruktora teatru amatorskiego. Była prelegentką, konsultantką, organizatorką i reżyserką teatrów amatorskich. Publikowała o teatrze amatorskim na łamach czasopism (1949–1956). Jako reżyserka w teatrze zawodowym wyreżyserowała „Siedmiu czarodziejów” (1954) granych na deskach Teatru Pinokio w Łodzi.
W 1961 została wybrana do Rady Narodowej miasta Łodzi, zaś w 1965 do Dzielnicowej Rady Narodowej Łódź – Śródmieście. Należała do Komitetu Łódzkiego PZPR.

### Życie prywatne
Jej ojcem był górnik – Feliks Michalak, zaś matką Maria z domu Czapla. Jej córką jest dziennikarka – Jolanta Elkan-Wykurz.
Została pochowana na cmentarzu Matki Bożej Bolesnej w Czeladzi (sektor: E2, rząd: 1, numer: 3).